# Костёл и монастырь иезуитов (Блонь)
Костёл и монастырь иезуитов (бел. Касцёл і кляштар езуітаў) — бывший деревянный костёл Святого Иоанна и монастырь иезуитов в Блонь Пуховичского района Минской области.

## История
Миссия иезуитов в Блони была основана Юзефом Баком, владельцем Блони. Иосиф (1707–1780), сын Адама Бака, мстиславского казначея, вступил в орден иезуитов в 1723 году и построил в 1742 году деревянный костёл, а в 1745 году монастырь. После смерти Юзефа Бака поместье Блонь перешло в собственность отцов-иезуитов.
Костёл превратился в руины в 1937 году после казни священника Антония Ячейки. Позднее на его месте была построена Блонская школа.
После войны здание школы было сожжено и учреждение работало в бывшем доме священника костёла.

## Архитектура
Здание церкви было произведением народного деревянного строительства. Прямоугольный в плане, под двускатной крышей, сруб на главном фасаде отличался двухъярусной, четырёхколонной звонницей и четырёхколонным портиком у входа. Информация о нём дошла до нас по рисунку XIX века.